# Les Rôdeurs de l'air
Pour plus de détails, voir Fiche technique et Distribution.
Les Rôdeurs de l'air (titre original : The Sky Ranger) est un film américain de type serial réalisé par George B. Seitz, sorti en 1921.

## Synopsis
George Rockwell est jeune et aventureux qui rencontre June, une belle jeune fille sur la route et décide qu'elle sera sa femme. Mais le professeur Elliot, le père de June, le fait jeter à la porte. George n'abandonne pas et sauve le professeur de son cousin Murdock, qui tentait de le tuer. Le professeur Elliott a fait un certain nombre d'inventions importantes, notamment le développement d'un avion rapide et silencieux. Son dernier travail concerne une nouvelle lumière puissante, que convoite des criminels qui veulent voler l'invention.
Le jour de leurs fiançailles, George et June sont enlevés dans un avion qui les emmène au Tibet. Le docteur Santro, le complice de Murdock est le coupable. Lui et sa femme Tharen laissent le couple entre les mains de Tibétains. Les deux amants sont enfermés dans une boîte avec seulement un petit trou à travers lequel ils peuvent voir de la nourriture hors de leur portée. Plus tard, un des ravisseurs décide de leur tirer dessus à travers la boîte sans les blesser.
George ouvre miraculeusement la boîte avec une pierre qu'il avait ramassée auparavant. Alors qu'il tente de capturer deux chevaux, June est emmenée dans le désert et George suit les traces laissées par son cheval et sauve June à temps.

## Fiche technique
- Titre original : The Sky Ranger

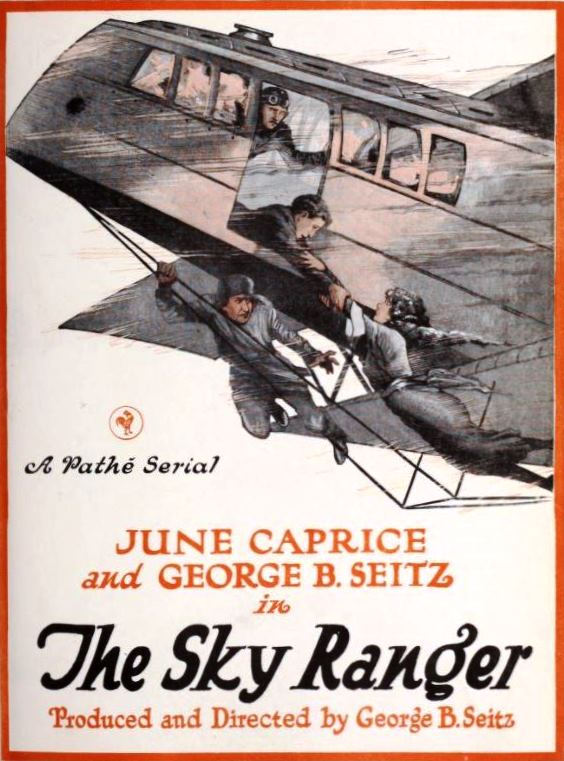
Annonce pour le film dans Exhibitors Herald.

- Titre alternatif : The Man Who Stole the Moon
- Réalisation : George B. Seitz
- Producteur : George B. Seitz
- Pays :  États-Unis
- Format :  Noir et blanc - Muet - 1,33:1 - 35 mm
- Date de sortie premier épisode :
  - USA - 1er mai 1921
  - France - 13 juillet 1923

## Distribution
- George B. Seitz : George Oliver Rockwell
- June Caprice : June Elliott
- Harry Semels : Dr. Santro
- Frank Redman : Professeur Elliott
- Joe Cuny : Murdock
- Peggy Shanor a: Tharen
- Charles 'Patch' Revada : Bean
- Spencer Gordon Bennet
- Tom Goodwin : The Butler
- Marguerite Courtot